# استقصاء إحصائي

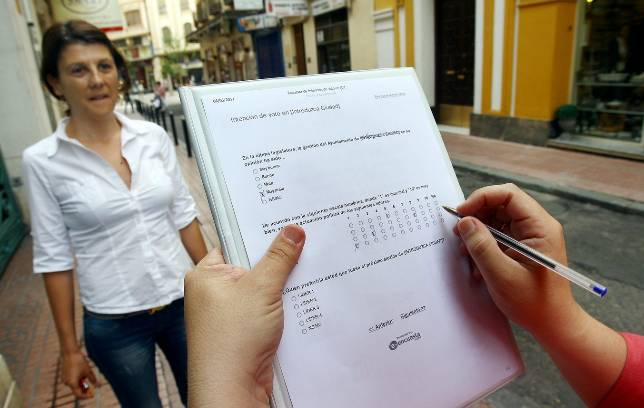

الاستقصاء الإحصائي هو أسلوب إحصائي يهدف إلى تقييم نسب الخصائص المختلفة في مجتمع ما بناءًا على مسح ودراسة جزء فقط أو عينة من إجمالي أفراد هذا المجتمع.

## منهجية الاستقصاء الإحصائي
في مجال الإحصاء، منهجية المسوح هي الحقل الذي يدرس جميع الجوانب المتعلقة بتصميم المسح، بدءاً من تصميم استمارة الاستقصاء وسحب العينة وانتهاءً بنشر نتائج الاستطلاع. جدير بالذكر أن الدراسات الاستقصائية واستطلاعات الرأي كلها مترادفات للمسوح بمعناها الأشمل. ويتم جمع بيانات المسوح من عينة من أفراد المجتمع مسحوبة أو منتقاة بشكل علمي بهدف تمثيل المجتمع ككل.

## أغراض المسوح
تتعدد أغراض المسوح لتشمل العديد من المجالات، حيث يوجد استطلاعات الرأي العام والتي قد تدرس الآراء فيما يتعلق بالقضايا السياسية أو الاقتصادية أو الاجتماعية. وتستخدم أنواع أخرى من المسوح لأغراض علمية، مثل الدراسات الاستقصائية التي توفر معلومات هامة لجميع أنواع حقول البحث. على سبيل المثال، أبحاث التسويق، وعلم النفس، وعلم الاجتماع والمسوح الصحية. وقد يركز المسح الواحد على مواضيع مختلفة مثل تفضيلات المبحوثين (على سبيل المثال، لمرشح الرئاسة)، والسلوك (التدخين)، أو معلومات واقعية (مثل الدخل).
أما فيما يتعلق بجوانب المسح المختلفة، والتي يهتم بها علم منهجية المسوح، فإنه وبشكل عام تتعدد هذه الجوانب ولا تقتصر على الجانب الإحصائي فقط حيث أنه يمكن تقسيم هذا العلم إلى فرعين:
- الأول يهتم بالجانب الإحصائي للمسح، وهو يشمل تحديد مجتمع الدراسة وعملية سحب العينة الممثلة لهذا المجتمع. بالإضافة إلى ذلك إعداد البيانات التي تم جمعها من المبحوثين واستخدام الاساليب الإحصائية السليمة لتحليل البيانات.
- الثاني يهتم بتصميم استمارة المسح وأداة المسح (مقابلة شخصية وجها لوجه أو مقابلة تليفونية أو باستخدام البريد) ودراسة التفاعلات السيكولوجية بين الباحثين والمبحوثين وتأثيرها على البيانات.

في نفس الوقت، يهتم علم منهجية المسوح بشكل أساسي على دراسة ما يسمى بالخطأ الكلي للمسح (Total Survey Error) والذي يركز على دراسة الأخطاء التي تحدث في خلال مراحل المسح وتقليلها، والتي قد تؤثر على نتائج المسح وذلك في ضوء الميزانية المخصصة للمسح.
ومن هنا يمكن القول بأنه على الخبير بهذا المجال أو من يطلق عليه اسم (Survey Methodologist) إتخاذ العديد من القرارات الهامة حول المسح والتي من شأنها تحسين جودة النتائج. على سبيل المثال يجب إتخاذ قرارات بشأن كيفية القيام بما يلي:
1. تحديد واختيار أفراد العينة المحتملة.
2. الاتصال عينات الأفراد وجمع البيانات من أولئك الذين يصعب الوصول إليها (أو المترددون في الاستجابة).
3. تقييم واختبار الأسئلة.
4. اختيار طريقة جمع البيانات من المبحوثين (سواء كانت المقابلة الشخصية أو الهاتفية أو عن طريق البريد).
5. تدريب والإشراف على المقابلات.
6. التحقق من دقة البيانات التي تم جمعها والتأكد من الاتساق الداخلي فيما بينها.
7. استخدام بعض الأساليب الإحصائية لتقليل الأخطاء التي قد تحدث خلال المراحل السابقة.
8. تحديد الأساليب الإحصائية المناسبة لتحليل البيانات التي تم جمعها.

## اختيار العينات
بشكل عام، تنقسم العينات إلى نوعين، العينات الاحتمالية والعينات غير الاحتمالية. وحيث أن العينات الاحتمالية تتبع نظرية الاحتمالات، فإنه يمكن حساب التقديرات المختلفة وحساب خطأ المعاينة؛ بينما الامر ليس بهذه السهولة في العينات غير الاحتمالية. معظم المسوح أو استطلاعات الرأي التي يتم جمعها على أساس علمي تعتمد على سحب عينات احتمالية. وقد تكون العينة الاحتمالية:
1. عينة عشوائية بسيطة.[4]
2. عينة طبقية.
3. عينة عنقودية.
4. عينة طبقية متعددة المراحل.

وتعتمد دقة نتائج المسح في المقام الأول على طريقة سحب العينة وتوزيعها على المجتمع المراد دراسته وليس على حجم العينة كما هو شائع.

## أساليب جمع البيانات
ثمة طرق عديدة لجمع البيانات، ويمكن تقسيمها بناءً على العديد من الأسس. بشكل عام، يمكن تقسيم أساليب جمع البيانات إلى نوعين:
- النوع الأول يعتمد على التفاعل بين المبحوث والباحث. ويندرج تحت هذا النوع الطرق التالية:

1. المقابلة الشخصية.
2. المقابلة الهاتفية.

- النوع الثاني يعتمد على التفاعل بين المبحوث واستمارة البحث فقط. ويندرج تحت هذا النوع الطرق التالية:

1. البريد.

وهذا التقسيم هو تقسيم عام ذو طبيعة كلاسيكية. ونجد مع التقدم التكنولوجي وظهور العديد من التقنيات الجديدة ظهور العديد من أساليب جمع البيانات المبتكرة؛ فعلى سبيل المثال يتواجد الحاسب الآلي بقوة كأحد الأدوات التي تسهل جمع البيانات. كما يتم استخدام الإنترنت والهواتف المحمولة لجمع البيانات.
بشكل عام، يعتمد الاختيار بين طرق جمع البيانات على العوامل التالية:
1. التكلفة.
2. قدرة الأسلوب المستخدم على الوصول إلى مجتمع الدراسة، وهو ما يسمى بالتغطية (Coverage)
3. مدى استجابة المبحوثين لإجراء الاستقصاء من خلال أسلوب جمع البيانات المتاح، وهو ما يسمى بالاستجابة (Response)
4. المرونة في طرح الاسئلة من خلال الاساليب المتاحة. والمرونة في تغيير شكل السؤال والوسائل المساعدة المتاحة مع السؤال.